# Lagoa Comprida

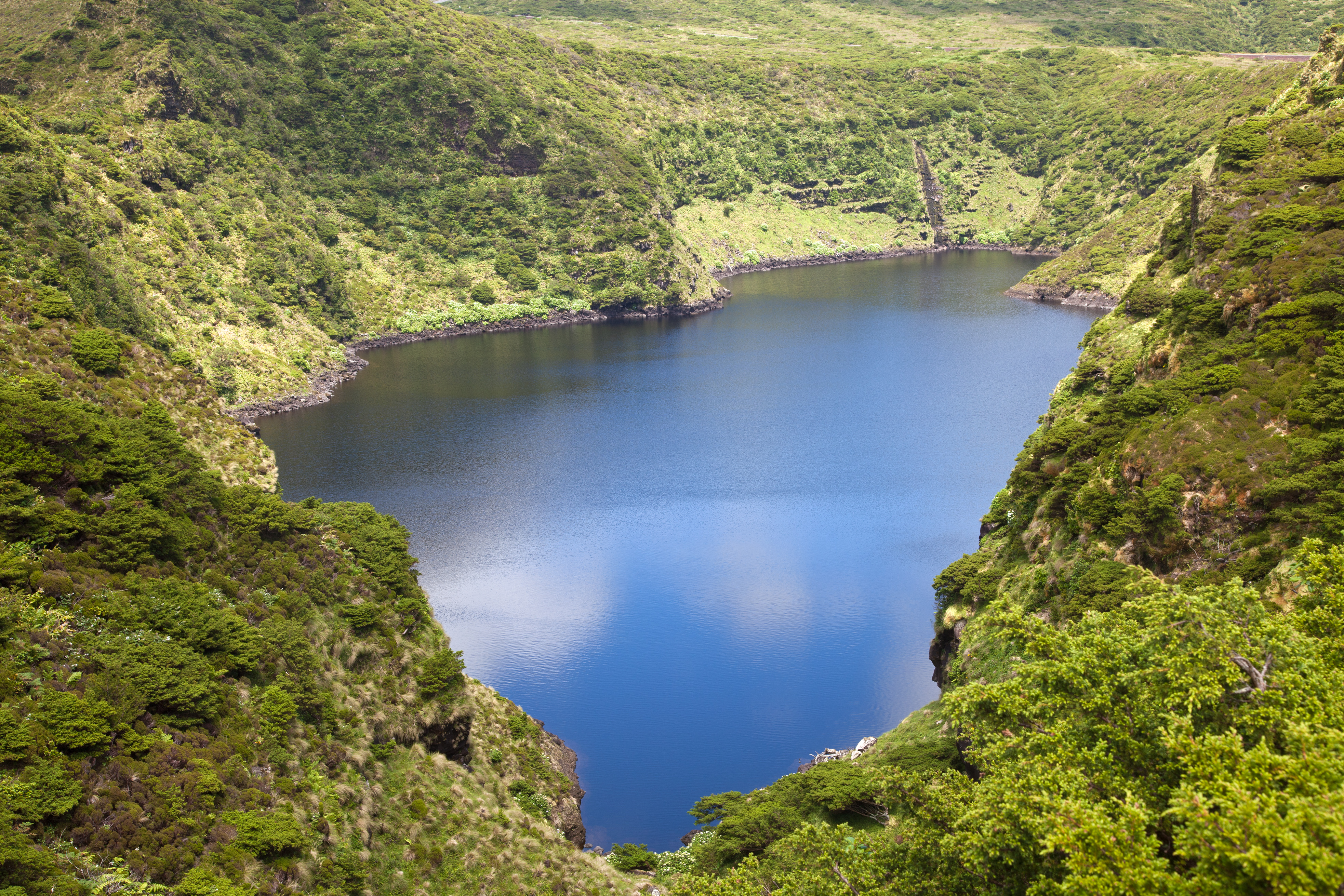
Lagoa Comprida

A Lagoa Comprida é uma lagoa portuguesa localizada nas montanhas centrais da ilha das Flores, a uma cota média de 600 metros de altitude, concelho de Santa Cruz das Flores, ilha das Flores, arquipélago dos Açores. 
Encontra-se nas proximidades da Lagoa Branca, Lagoa Seca e Lagoa Funda.